# Andrés Mayo
Andrés Mayo es un Ingeniero de audio argentino especializado en masterización y posproducción de audio. Es ganador de 2 Grammy Latinos (R) en 2008, 7 Premios Gardel a la Ingeniería de Audio (2005, 2006, 2008, 2009, 2011, 2013 y 2018), el Premio al Creativo Argentino 2017 otorgado por el CCA (Círculo de Creativos Argentinos) junto con el Ministerio de Cultura de la Nación Argentina.
Posee créditos en más de 4000 proyectos musicales, editados en múltiples formatos, que van desde el CD, DVD, Blu Ray, vinilo, iTunes, streaming y audio inmersivo (Dolby Atmos). Con diploma de Ingeniero en Electrónica de la Universidad Tecnológica Nacional de Buenos Aires, Andrés realizó su especialización en sonido en distintas instituciones: Center for the Media Arts (New York, 1991), Swinging Media (Stuttgart, Alemania, 1994) y en diferentes estudios: Unique Recordings (New York, 1991), Estudios Panda (Buenos Aires, 1992), Tonstudio Bauer (Ludwigsburg, Alemania, 1994), dB Post (Londres, 1998).
En 1994 fundó junto a Eduardo Bergallo el primer estudio dedicado exclusivamente al mastering profesional de CD, llamado Mr. Master. Después de 12 años de trayectoria, Mr. Master se disolvió en diciembre de 2005 y Andrés inauguró junto a Fabián Prado su propio estudio llamado Andrés Mayo Mastering & Audio Post. En 2013 concluyó la sociedad con Fabián Prado y Andrés construyó su nuevo estudio ubicado en Buenos Aires, que se encuentra desde 2017 en el Top 10 de los estudios de mastering más solicitados del mundo según la plataforma en línea SoundBetter.
Mayo ha trabajado con muchos de los más importantes artistas de América Latina, incluyendo: Luis Alberto Spinetta, Pedro Aznar, Gustavo Cerati,  Les Luthiers, Andrés Calamaro, Charly García, Bersuit Vergarabat, Los Piojos, Ratones Paranoicos, Jaime Roos, Attaque 77, Caifanes, Jorge Rojas, Kevin Johansen, Libido, Luis Salinas, Jaime Torres, Fito Páez, Alejandro Lerner, Rubén Rada, Luis Jara, Maldita Vecindad y los Hijos del Quinto Patio, Héctor Infanzón, Carajo, etc.
Andrés fue responsable para la región América Latina de la Audio Engineering Society por dos períodos consecutivos (2005 a 2007 y 2007 a 2009). Fue coorganizador, junto a Mercedes Onorato de la First AES Latin American Conference on Surround Sound, conferencia que contó con la presencia de los profesionales más reconocidos del mundo en el área del sonido Surround, como George Massenburg, Tomlinson Holman, Wieslaw Woszczyk, Kimio Hamasaki y muchos otros. En 2014, Andrés se convirtió en el primer latinoamericano en llegar al cargo de Presidente de la Audio Engineering Society a nivel mundial. Durante su presidencia, impulsó la reestructuración financiera de AES y fomentó la realización de conferencias y eventos educativos en temas hasta aquel momento inexplorados, como el audio de 360 grados, también llamado audio inmersivo. Su período de Presidencia fue desde octubre de 2014 hasta noviembre de 2015. En 2016, Mayo organizó la primera Conferencia Internacional de Audio para Realidad Virtual y Aumentada, bajo la sigla AVAR, en el Centro de Convenciones de Los Ángeles, USA.
Ha sido miembro del jurado en más de 20 Competencias Internacionales de Grabación de AES desde 2008 hasta la actualidad. Es miembro del Consejo Asesor de Productores e Ingenieros de la Academia Norteamericana de Grabación (GRAMMY).
En 2017, fundó 360MusicLab, dedicada a la producción de contenido inmersivo o de 360 grados, con la cual editan en 2020 el primer compilado de música enteramente producida en 360 grados. Actualmente dirige Andres Mayo Immersive Audio, estudio de producción y posproducción de audio inmersivo en donde trabaja junto a su colega Martín Muscatello.
Mayo ha disertado en más de 60 seminarios internacionales en Argentina, Brasil, Chile, Ecuador, Colombia, México, Estados Unidos, Canadá, Alemania y Hungría, incluyendo presentaciones en la 126th AES Convention (Münich), 127th AES Convention (New York), 132nd AES Convention (Budapest), 145th AES Convention (New York), 146th AES Convention (New York) y en la New York University (NYU). Ha recibido el AES Board of Governors Award en octubre de 2009 y el prestigioso premio AES Fellowship en 2018 por su trabajo en Audio Binaural.
Como productor discográfico, ha realizado la primera colección de Tango en 7 DVD, denominada "Buenos Aires, Días y Noches de Tango", de distribución mundial desde 2006 y traducida a 8 idiomas. También fue responsable de la realización de los DVD de Bersuit Vergarabat "De la Cabeza" y "La Argentinidad al Palo", Jaime Roos "Deja que te abrace el viento", Alfredo Casero "Casaerius", Catupecu Machu "Eso Vive", Eva Ayllón "Eva Canta Chabuca", y de la producción de los discos de Estudio MICA (proyecto del Ministerio de Cultura de la Nación), El Güevo, Lucio Mantel ´"Unas horas", Ignacio Boreal - "Hacia el último confín de la Tierra", Lidia Borda - "Atahualpa", La Delio Valdez - "Sonido Subtropical", Maca Mona Mu - "Kelp", Pablo Grinjot - "Majestad, cielo azul", estos cuatro últimos coproducidos con Mariano Agustín Fernández.
Andrés es fundador de Cool du Monde, una productora multimedia que se dedica a realizar títulos musicales y audiovisuales para cine, BluRay, DVD, CD y vinilo. La productora fue la encargada de realizar el multipremiado documental musical CHARCO, canciones del Río de la Plata. El film fue seleccionado por el Festival Internacional de Guadalajara, el Habana Film Festival, la Mostra Lleida, el BAFICI, el Festival Internacional de Punta del Este, la Cineteca Mexicana y la Cineteca Matadero Madrid, entre otros. Fue estrenada en 2018 y recibió el Premio Gardel a mejor Banda Sonora. Recientemente, Cool du Monde coprodujo junto a la Secretaría de Cultura de Vicente López, el documental musical Diario de Sesiones Serranas (2024), con artistas como Lucy Patané, Nadia Larcher, Flor Bobadilla, Noelia Sinkunas, Milagros Caliva, Manu Sija, Mocchi y Tomi Llancafil.